# Alter Schlossteich (Sankt Oswald bei Plankenwarth)
Der Alte Schlossteich, auch Plankenwarther Schlossteich genannt, ist ein kleines Stillgewässer in der Gemeinde Sankt Oswald bei Plankenwarth in der Steiermark. Er wird als Angelteich genutzt.

## Lage und Geographie
Der Alte Schlossteich liegt im südlichen Teil der zur Gemeinde Sankt Oswald bei Plankenwarth gehörenden Katastralgemeinde Plankenwarth. Er wird durch den Mutschbach sowohl gespeist als auch entwässert. Der Teich ist 135 Meter lang und rund 64 Meter breit. Im nördlichen Teil des Teiches befindet sich eine kleine Insel. Etwas nordwestlich gibt es einen weiteren, rund 0,1 Hektar großen, unbenannten Fischteich.

## Beschreibung und Geschichte
Der Alte Schlossteich sowie der benachbarte Teich werden als Fischteiche sowie im Winter vom örtlichen Eisschützenverein zum Stockschießen genutzt. Direkt am Schlossteich steht ein Blockhaus mit einer Gaststätte.
Das Wasser des Schlossteiches wurde zuletzt 1998 abgelassen, um den Teich neu mit Fischen zu bestücken.

## Fauna
Die Nutzung als Fischteich spiegelt sich an den im Teich lebenden Fischarten wider. So leben im Teich etwa Karpfen (Cyprinus carpio), Graskarpfen (Ctenopharyngodon idella), Hechte (Esox lucius), Welse (Silurus glanis) sowie ein einzelner Löffelstör (Polyodon spathula).